# Yves Verhoeven
Pour les articles homonymes, voir Verhoeven.
Yves Verhoeven est un acteur français né le 17 octobre 1961 à Ferrières-en-Bray.

## Filmographie

### Cinéma
- 1990 : L'Homme imaginé de Patricia Bardon
- 1991 : Madame Bovary de Claude Chabrol
- 1991 : Marcellino (Marcellino pane e vino) de Luigi Comencini
- 1992 : Betty de Claude Chabrol
- 1994 : L'Enfer de Claude Chabrol
- 1994 : Regarde les hommes tomber de Jacques Audiard
- 1995 : La Cérémonie de Claude Chabrol
- 1996 : Un héros très discret de Jacques Audiard
- 1996 : Méfie-toi de l'eau qui dort de Jacques Deschamps
- 1997 : Rien ne va plus de Claude Chabrol
- 1997 : La Femme de chambre du Titanic de Bigas Luna
- 1998 : La Classe de neige de Claude Miller
- 1998 : Disparus de Gilles Bourdos
- 1998 : Le Poulpe de Guillaume Nicloux
- 1999 : C'est quoi la vie ? de François Dupeyron
- 2001 : Betty Fisher et autres histoires de Claude Miller
- 2001 : Clément d'Emmanuelle Bercot
- 2001 : J'ai tué Clémence Acéra de Jean-Luc Gaget
- 2001 : La Fille de son père de Jacques Deschamps
- 2002 : Une affaire privée de Guillaume Nicloux
- 2004 : Comme une image d'Agnès Jaoui
- 2004 : À boire de Marion Vernoux
- 2005 : Edy de Stéphan Guérin-Tillié
- 2006 : L'Ivresse du pouvoir de Claude Chabrol
- 2007 : Ma place au soleil d'Éric de Montalier
- 2007 : Pas douce de Jeanne Waltz
- 2007 : Nos retrouvailles de David Oelhoffen
- 2007 : Un secret de Claude Miller
- 2007 : La Clef de Guillaume Nicloux
- 2008 : Nés en 68 d'Olivier Ducastel et Jacques Martineau
- 2009 : Bellamy de Claude Chabrol
- 2009 : Je suis heureux que ma mère soit vivante de Claude Miller
- 2010 : Holiday de Guillaume Nicloux
- 2011 : La Proie d'Éric Valette
- 2012 : La Cerise sur le gâteau de Laura Morante
- 2014 : Discount de Louis-Julien Petit
- 2015 : Papa ou maman de Martin Bourboulon

### Télévision
- 1993 : Le Chasseur de la nuit de Jacques Renard
- 1997 : Julie Lescaut, épisode 3 saison 6, Abus de pouvoir d'Alain Wermus : Olivier
- 1999 : La Voleuse de Saint-Lubin de Claire Devers
- 2001 : L'Interpellation de Marco Pauly
- 2002 : Les Pygmées de Carlo de Radu Mihaileanu
- 2002 : Sous bonne garde de Luc Béraud
- 2003 : Marylin et ses enfants de Charlie Beléteau
- 2003 : Ambre a disparu de Denys Granier-Deferre
- 2004 : Volpone de Frédéric Auburtin
- 2004 : Procès de famille de Alain Tasma
- 2007 : L'Affaire Christian Ranucci : le Combat d'une mère de Denys Granier-Deferre
- 2009 : La Reine et le Cardinal de Marc Rivière
- 2009 : Comme un jeu d'enfants de Daniel Janneau
- 2009 : Panique ! de Benoît d'Aubert
- 2010 : Les Frileux de Jacques Fansten
- 2010 : Contes et nouvelles du XIXe siècle : Crainquebille de Philippe Monnier
- 2012 : Moi à ton âge de Bruno Garcia
- 2012 : Caïn de Bertrand Arthuys, série
- 2012 : Chambre 327 de Benoît d'Aubert : Jacques Bertini
- 2013 : Braquo (saison 3)
- 2014  :    Mongeville épisode À l'heure de notre mort : William Belfond